# パ・リーグ主義
『パ・リーグ主義』（ぱ・りーぐいずむ）はTOKYO MX制作のパシフィック・リーグ広報番組である。本項目では2012年1月22日から2月26日まで放送された『パ・リーグマニア』にも触れておく。

## 概要
2011年に放送された『これからはパ・リーグだ!』に続くパ・リーグ広報番組で、「パ・リーグ6球団を取り上げる」というスタンスではあるものの、基本的には福岡ソフトバンクホークスに肩入れした放送を行う。
今週一週間に開催されたパ・リーグの試合から3試合選び、取り上げたポイントを本間が解説していく。その内、3番目は本間満が自ら目を付けた試合を紹介する「今回の本マル」がある。8月辺りからスポーツニュースは番組が注目した3連戦ダイジェストと本マルに縮小し、新たにパ・リーグ、プロ野球にまつわる場所を紹介する「パ・リーグコレクション」のコーナーが新設された。
CMを挟み、松中みなみが｢ウィークリー・パ・リーグ｣のコーナーでスポーツ新聞から選んだパ･リーグトピックスを紹介し、来週の試合日程でのポイントを本間が解説する。
レギュラー放送は同年12月23日に一旦終了したが、12月27日の年末特番（1時間）と2013年3月28日の開幕直前特番を挟んだ後、同年4月1日からレギュラー放送が再開された。
2013年からは松中みなみが選手に突撃インタビューするという「突撃パ・リーグ」のコーナーが新設された。
同年7月1日放送分は生放送の予定だったが、同日に行われた福岡ソフトバンクホークス対北海道日本ハムファイターズ戦が21時台のサブチャンネルでの延長オプションを使っても中継しきれなかったため急遽本番組内包という形で試合の続きが放送された。
2014年に第3シーズンは編成されずプロ野球番組は中継のみとなった。

## 出演
- 田辺晋太郎（司会進行・音楽プロデューサー）
- 松中みなみ（ソフトバンク松中信彦の親戚、「これからはパ･リーグだ!」から継続出演。）
- 本間満（元福岡ソフトバンクホークス）

### ナレーション
- マックスウェル・パワーズ

## 放送時間
- 第1期
  - 2012年4月1日 - 12月23日　毎週日曜23:00 - 24:00
- 第2期
  - 2013年4月1日 - 12月16日　毎週月曜22:00 - 22:30

## パ・リーグ主義!2013開幕直前スペシャル
2013年3月28日の20:00から30分放送された特番。「2013シーズン戦力分析SP」として、各球団のキーマンに聞くという内容だった。出演者はレギュラー放送の時と同じ。

## パ・リーグマニア
2012年1月22日から2月26日まで放送された、この番組の前身ともいえる番組。司会にキャスター初挑戦の前田幸長を起用し、ゲストにパンチ佐藤、愛甲猛等を呼び、キャンプの様子と野球中継でのちょっとした楽しみ方を紹介したが、全6回で終了となった。
なお、3月は開幕特集として廣瀬隼也、松中みなみ、本間満で福岡ソフトバンクホークスの紹介特番を放送した。

### 出演
- 前田幸長
- 沢田美香

### ゲスト
- パンチ佐藤(第3回、4回)
- 五十嵐洋一(同上)
- 愛甲猛(第5回、6回)
- ヨシノビズム(同上)
- ファンタスティック・ピッチング・マシーン中嶋(同上)